# Jutta Weißbecker
Jutta Weißbecker (* 18. Juni 1943 in Berlin) ist eine deutsche Politikerin (SPD).
Weißbecker erreichte die mittlere Reife und besuchte die Postbetriebsfachschule, wo sie die Ausbildung zur Postbetriebsfacharbeiterin machte. Danach besuchte sie die Ingenieursschule für Ökonomie. Im Jahr 1965 flüchtete sie nach West-Berlin, dadurch brach sie das Studium ab. Ab 1969 arbeitete sie bei der Postbank-Niederlassung in West-Berlin.
Im Jahr 1976 trat Weißbecker der SPD bei. Sie war von 1982 bis 1989 Vorsitzende der Arbeitsgemeinschaft Sozialdemokratischer Frauen in Neukölln, ab 1985 Mitglied der Bezirksverordnetenversammlung Neukölln, dort stellvertretende Fraktionsvorsitzende und Kreis- und Landesparteitagsdelegierte. In den Jahren 1995 bis 2006 war sie Mitglied des Abgeordnetenhauses von Berlin, wo sie Vorsitzende des Ausschusses für Arbeit, Berufliche Bildung und Frauen, Tierpolitische Sprecherin der SPD-Fraktion und Mitglied des Präsidiums war.